# Fair Plain
Fair Plain es un lugar designado por el censo ubicado en el condado de Berrien en el estado estadounidense de Míchigan. En el Censo de 2010 tenía una población de 7631 habitantes y una densidad poblacional de 0,66 personas por km².

## Geografía
Fair Plain se encuentra ubicado en las coordenadas 42°4′55″N 86°27′13″O / 42.08194, -86.45361. Según la Oficina del Censo de los Estados Unidos, Fair Plain tiene una superficie total de 11504.73 km², de la cual 10903.8 km² corresponden a tierra firme y (5.22%) 600.87 km² es agua.

## Demografía
Según el censo de 2010, había 7631 personas residiendo en Fair Plain. La densidad de población era de 0,66 hab./km². De los 7631 habitantes, Fair Plain estaba compuesto por el 43.48% blancos, el 51.67% eran afroamericanos, el 0.35% eran amerindios, el 0.84% eran asiáticos, el 0% eran isleños del Pacífico, el 1.06% eran de otras razas y el 2.59% pertenecían a dos o más razas. Del total de la población el 3.26% eran hispanos o latinos de cualquier raza.